# Shi Cheng
Shi Cheng foi uma antiga cidade chinesa que atualmente encontra-se submersa.
Construída no século I dC, a cidade, que chegou a ser o centro político e econômico da província de Zhejiang, foi inundada em 1959 por causa da criação de um lago artificial para uma barragem do Rio Xin.
Apenas em 2002 foram encontrados os primeiros resquícios desta cidade, submersos a 40 metros de profundidade. Usando um sonar para realizar o levantamento das vilas que haviam sido engolidas pelo lago Qiandaohu, empresas de pesquisa arqueológica encontraram a cidade quase intacta.